# George Delaval
George Delaval (ur. 1667, zm. 22 czerwca 1723) – brytyjski admirał i dyplomata.

## Życiorys
Zaciągnął się do Royal Navy i w 1693 roku  był oficerem (3rd lieutenant)  na okręcie HMS „Lenox”. W roku 1698 podróżował do Afryki Północnej by wynegocjować warunki uwolnienia brytyjskich zakładników tam uwięzionych. Po powrocie został kapitanem marynarki. W maju 1700 został dowódca okrętu HMS „Tilbury”.
Dowodził HMS „Tilbury” podczas bitwy pod Malagą 24 sierpnia 1704. W 1722 roku został wiceadmirałem.
W roku 1705 Delaval pod komendą Charlesa Mordaunta, hrabiego Peterborough działał w Hiszpanii. W 1707 roku posłował do Lizbony i Maroko. W latach 1710–1714 był brytyjskim ambasadorem w Portugalii.